# Cal Trilla
Cal Trilla és una casa del municipi de Torà, a la comarca de la Solsonès. És un monument protegit i inventariat dins el Patrimoni Arquitectònic Català

## Descripció
Edifici d'un gran interès artístic. Podem diferenciar-hi dos cossos verticals, un dels quals funciona com a passatge:

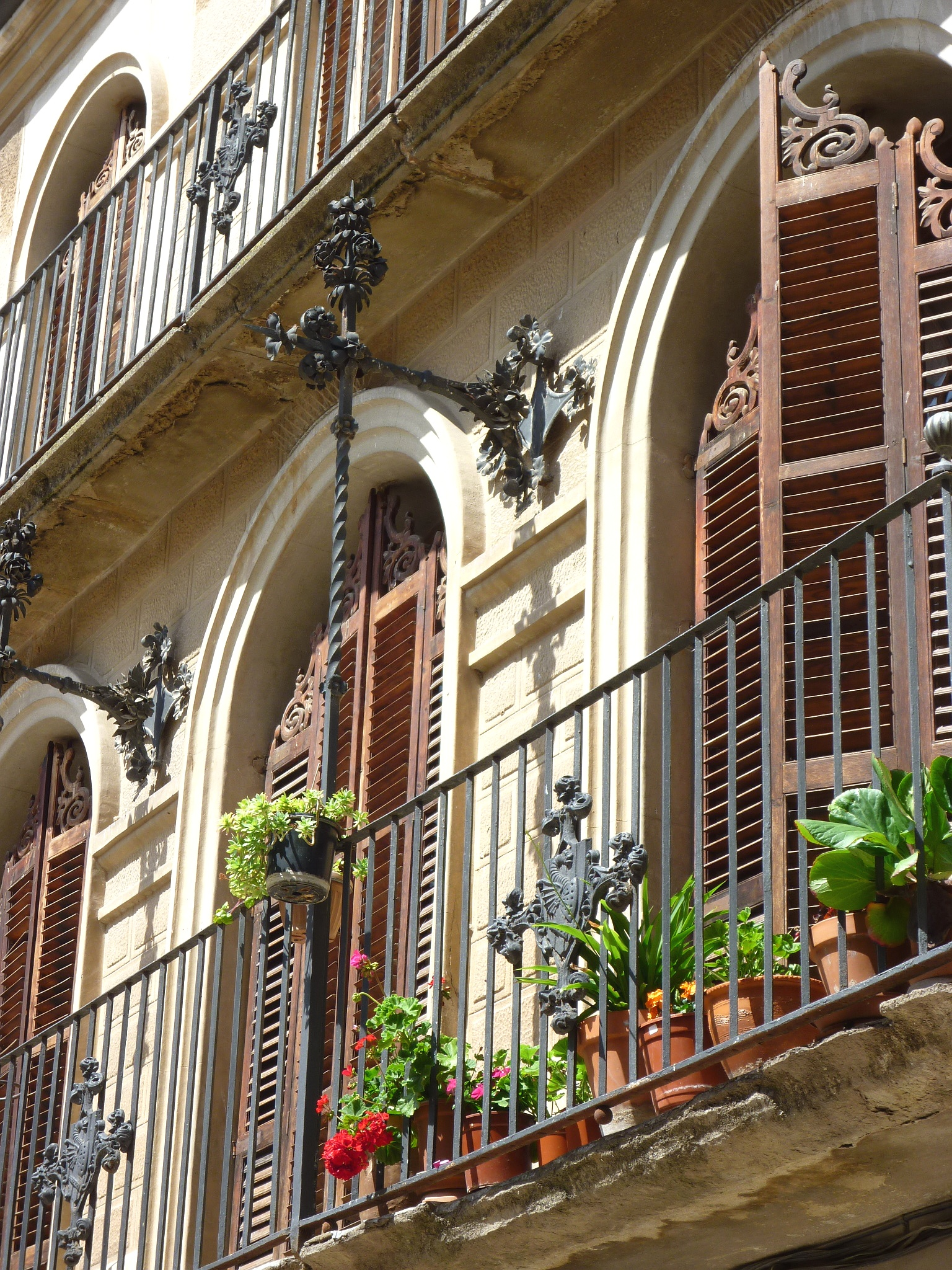
Balconada

El cos principal està constituït per uns baixos, dos pisos i la golfa. A la planta baixa s'hi troba tres portes d'arc rebaixat amb una motllura de pedra. La central dona accés a la zona habitada i les laterals són portes de comerços. El primer pis presenta un balcó corregut amb barana de forja i tres portes balconeres d'arc de mig punt i motllura prominent. Entre porta i porta trobem unes decoracions amb forja molt sinuoses que desemboquen al mateix balcó. Les persianes de les balconeres són de fusta de doble batent i estan molt treballades. A la segona planta hi ha una repetició de l'esquema del pis anterior, però sense les decoracions amb forja i amb unes motllures més modestes. La golfa es fa gairebé invisible des del carrer. Tota la façana presenta una imitació de filades de carreus molt ben escairats i una cornisa que divideix els pisos.
El segon cos de l'edifici presenta un passatge de 15 m que comunica la Pl. del Pati amb la Pl. del Vall, al qual s'accedeix per un arc rebaixat, flanquejat per dues columnes adossades al mur amb sòcol de maó i capitells molt decorats. Al primer pis trobem una galeria amb tres obertures d'arc de mig punt. La central és més gran que les laterals. Aquests arcs estan dividits per dues columnes amb basament i capitells decorats. Damunt aquests arcs trobem una decoració semicircular amb esgrafiats vermells. Al segon pis apareix una segona galeria amb quatre obertures d'arc de mig punt amb motllura, dividides per columnetes amb basament llis i capitells corintis. Trobem dues gàrgoles amb forma de drac a cada extrem i un encapçalament esgraonat a tres nivells amb mosaics verd botella.